# Karin Slaughter
Karin Slaughter (6 gennaio 1971) è una scrittrice statunitense.
Nata in Georgia, vive attualmente ad Atlanta.

## Opere

### Serie diGrant County
1. 2001 - La morte è cieca (Blindsighted), Sonzogno (ISBN 978-88-454-2374-1)
2. 2002 - Tagli (Kisscut), Piemme (ISBN 978-88-384-7666-2)
3. 2003 - Corpi (A Faint Cold Fear), Edizioni Piemme (ISBN 978-88-384-7681-5)
4. 2004 - Indelebile (Indelible), Edizioni Piemme (ISBN 978-88-384-8676-0)
5. 2005 - Faithless
6. 2007 - Beyond Reach

### Serie di Will Trent
1. 2006 - Triptych - (L'ombra della verità - gennaio 2012), TimeCrime (ISBN 978-88-6688-000-4)
2. 2008 - Fractured - (Tre giorni per morire - maggio 2012), TimeCrime (ISBN 978-88-6688-014-1)
3. 2009 - Undone - (Genesi - settembre 2012), TimeCrime (ISBN 978-88-6688-023-3)
4. 2010 - Broken - (Tra due fuochi - gennaio 2013), TimeCrime (ISBN 978-88-6688-041-7)
5. 2011 - Fallen - (Abisso senza fine - maggio 2013), TimeCrime (ISBN 978-88-6688-083-7)
6. 2012 - Snatched - (Corsa contro il tempo - febbraio 2014), TimeCrime eBook (ISBN 978-88-6877-001-3)
7. 2012 - Criminal - (Mente criminale - gennaio 2014), TimeCrime (ISBN 978-88-6688-094-3)
8. 2013 - Busted - (L'infiltrato - maggio 2015), TimeCrime (ISBN 978-88-6877-153-9)
9. 2013 - Unseen - (L'invisibile - luglio 2014), TimeCrime (ISBN 978-88-6688-143-8)
10. 2016 - The Kept Woman - (Scia di Sangue - Gennaio 2018), HarperCollins Italia (ISBN 978-88-6905-277-4)
11. 2019 - Cleaning the gold (Oro sporco - agosto 2019) HarperCollins Italia (ISBN 978-88-3050-464-6) BOOKSHOT EPUB
12. 2019 - The Last Widow - (L'Ultima Vedova - Ottobre 2019), HarperCollins Italia (ISBN 978-88-3050-552-0)
13. 2020 - The Silent Wife (La moglie silenziosa - Settembre 2020) HarperCollins Italia (ISBN 978-88-3051-983-1)
14. 2023 - Dopo quella notte (After That Night), HarperCollins Italia, ISBN 9791259852724
15. 2024 - Un motivo per mentire (This is Why We Lied), HarperCollins Italia, ISBN 9791259854131

### Altri titoli
1. 2004 - Like a charm
2. 2008 - Martin misunderstood
3. 2011 - First thrills, vol. 3
4. 2011 - Thorn in my side
5. 2012 - The unremarkable heart
6. 2013 - Cop Town - (L'orlo del baratro), TimeCrime, ISBN 978-88-6688-174-2
7. 2015 - Pretty Girls - (Quelle belle ragazze), HarperCollins, ISBN 978-88-6905-057-2
8. 2016 - Capelli biondi, occhi azzurri (Prequel de Quelle belle ragazze) HarperCollins, ISBN 9788858951668
9. 2016 - Cold, cold heart witness impulse - (La mia vendetta), HarperCollins, ISBN 978-88-589-6252-7 - Solo ebook)
10. 2017 - Last breath - (A ogni costo - prequel de La figlia modello) HarperCollins, ISBN 978-88-589-7124-6 - Solo ebook)
11. 2017 - The good daughter - (La figlia modello), HarperCollins, ISBN 978-88-6905-265-1
12. 2018 - Pieces of her - (Frammenti di lei), HarperCollins, ISBN 978-88-6905-384-9
13. 2021 - False Witness - (Falsa testimonianza), Harper Collins, ISBN 978-88-6905-723-6
14. 2022 - Girl, Forgotten - (La ragazza dimenticata), Harper Collins, ISBN 978-88-3054-205-1

## Premi e riconoscimenti
- Nel 2002, con Blindsighted, è finalista al Macavity Award[1] e al Barry Award, [2] per il miglior romanzo d'esordio.
- Nel 2007 è finalista allo Ian Fleming Steel Dagger, per il miglior Thriller scritto nella tradizione di James Bond e Ian Fleming, con Triptych[3]
- Nel 2009 Con Fractured è finalista al Left Coast Crime Hawaii Five-0, per il miglior romanzo nella categoria Police procedural[4].
- Nel 2013 vince l'Edgar Award per il miglior racconto con 'The Unremarkable Heart[5].
- Nel 2015 è finalista all'Edgar Award per il miglior romanzo[6] e vincitrice del CWA Ian Fleming Steel Dagger[7]  con Cop Town (L'orlo del baratro).